# بیلی هند
بیلی هند (انگلیسی: Billy Hind؛ آوریل ۱۸۸۵ – ۳۰ ژانویه ۱۹۶۳ (۷۷ ساله)) بازیکن فوتبال بود.
از باشگاه‌هایی که در آن بازی کرده‌است می‌توان به باشگاه فوتبال لیتون اورینت اشاره کرد.